# گاوماهی میمون
گاوماهی میمون (نام علمی: Neogobius fluviatilis) نام یک گونه از تیره گاوماهیان است.